# حكايات بيدل الشاعر
حكايات الشاعر بيدل هو كتاب قصص أطفال للكاتبة البريطانية ج. ك. رولنغ وهو الأساس الذي بني عليه الجزء السابع والأخير من سلسلة هاري بوتر هاري بوتر ومقدسات الموت.
في البداية كتبت الكاتبة سبعة نسخ من الكتاب بخط يدها وقد عرض أحد هذه الكتب في مزاد علني وكان من المتوقع ان يصل سعره إلى أكثر من 000 50 £.
اشترت شركة امازون الكتاب بسعر 1.95 مليون جنيه استرليني وقد وهب المبلغ لصالح حملة صوت الأطفال الخيرية.
نزل الكتاب إلى الاسواق والمكتبات بتاريخ 4/12/2008.

## في سلسلة هاري بوتر
ظهرت حكايات الشاعر بيدل لأول مرة في عام 2007 ككتاب خيالي ضمن الجزء السابع والأخير من سلسلة هاري بوتر (التي ألفتها الكاتبة البريطانية ج. ك. رولينغ)، والذي حمل عنوان هاري بوتر ومقدسات الموت. ورّث ألباس دمبلدور (المدير السابق لمدرسة هوغوورتس للسحر والشعوذة) الكتاب إلى هيرميون غرينجر. يوصف الكتاب بأنه مجموعة من القصص الخيالية الخاصة بالأطفال السحرة. كان رون ويزلي على دراية بالقصص التي يحكي عنها الكتاب، في الوقت الذي لم يسمع عنها هاري بوتر أو هيرميون غرينجر من قبل لأنهما لم يتربيا تربية سحرية.
يُعتبر الكتاب الذي ورثته هيرميون من دمبلدور نسخة من الطبعة الأصلية للكتاب الخيالي. يوصف الكتاب بأنه صغير، وذو مظهر عتيق، وغلافه «مبقع ومتشقق في بعض الأماكن». يُقال في الرواية إن الكتاب له عنوان يظهر على الغلاف الخارجي له، ومكتوب برموز رونية نافرة.
يُعتبر الكتاب وسيلة لعرض مقدسات الموت على الثلاثي الأساسي في الرواية (هاري، وهيرميون، ورون). تجد هيرميون غرينجر رمزًا غريبًا فوق كتاب «حكاية الأخوة الثلاثة»، ويكشف زينوفيليوس لافغود في وقت لاحق أن هذا الرمز هو رمز المقدسات. يمثل المثلث الموجود في الرمز عباءةَ الإخفاء، بينما ترمز الدائرة فيه إلى حجر البعث، أما الخط العامودي؛ فيمثل عصا الساحر القديمة.
تذكر القصة نفسها هذه الأغراض الثلاثة، ويُقال إنها تعود بملكيتها إلى الأخوين بيفيرل، اللذين يُكتشف لاحقًا أنهما سلفا كل من هاري بوتر وفولدمورت، إذ يؤكد ألباس دمبلدور في الأجزاء الأخيرة من الرواية قرابة هاري بوتر من الأخوة بيفريل، ويشير إلى احتمالية أن يكون الأخوان بيفيريل هم في الحقيقة منشؤو المقدسات.
تشير مقدمة المنشورات، التي وضعتها رولينغ والتي صدرت في شهر ديسمبر من عام 2008، إلى ولادة الشخصية الخيالية «الشاعر بيدل» في مقاطعة يوركشاير في القرن الخامس عشر، وتصفه بأنّه كان يملك لحية كثة للغاية.

## تاريخ النشر
بدأت ج. ك. رولينغ بتأليف كتاب حكايات الشاعر بيدل بعد وقت قصير من انتهائها من العمل على الرواية السابعة من سلسلة هاري بوتر. ذكرت رولينغ، في مقابلة لها مع جمعية معجبي هاري بوتر، أنّها كانت تستخدم كتبًا أخرى لإلهامها في كتابة حكاياتها. وبشكل أكثر تحديدًا، استلهمت رولينغ «حكاية الأخوة الثلاثة»، التي يمكن اعتبارها القصة الوحيدة المشمولة بشكل كاملٍ في رواية هاري بوتر ومقدسات الموت، من قصة «الغفور»، وهي إحدى حكايات كانتربري التي ألفها الشاعر الإنجليزي جيفري تشوسر في القرن الرابع عشر.

### الطبعة اليدوية
في بادئ الأمر، نُشرت حكايات الشاعر بيدل في سبع نسخ مكتوبة بخط اليد وموضحة من قبل المؤلفة شخصيًا. كانت الكتب السبعة هذه مربوطة بجلد الماعز المدبوغ (المعروف باسم السختيان)، ومنقوشة يدويًا بزخارف فضية، ومزينة بأحجار شبه كريمة مصنعة من قبل محل هاملتون آند إينشيز لصياغة الفضة والمجوهرات في مدينة إدنبرة الاسكتلندية. تمثل كل قطعة من القطع الفضية واحدة من خمس قصص يحويها الكتاب. طلبت المؤلفة ج. ك. رولينغ أيضًا أن تُزيّن كل نسخة من نسخ الكتاب السبع باستخدام حجر شبه كريم مختلف عن الآخر.
أعطت رولينغ ستة من النسخ السبع المكتوبة بخط اليد للأشخاص الستة الأكثر مشاركة في سلسلة هاري بوتر. لم تُحدد هوية مستملي هذه النسخ في بادئ الأمر، ولكن، مع مرور الوقت، عُرف اثنان منهم، وهما باري كانينغهام، أول كاتب محرر يعمل لصالح رولينغ، وآرثر إيه. ليفين، المحرر في مؤسسة إستلاستيك والناشر الأمريكي لكتب هاري بوتر. قدم كانينغهام وليفين نسختيهما للعرض في معرض الشاعر بيدل في شهر ديسمبر من عام 2008.
قررت رولينغ أيضًا وضع نسخة سابعة مكتوبة بخط اليد (تتميز عن غيرها من النسخ بتزيينها بمجوهرات أحجار القمر) لبيعها في مزاد علني لجمع الأموال لحملة «صوت الأطفال» الخيرية.

## مقتطفات من كتاب بيدل الشاعر
الكتاب مؤلف من خمس قصص كتبتها رولنغ: الأولى «قلب المشعوذ المشعر» لم يرد ذكرها في كتاب هاري بوتر ومقدسات الموت.
ثلاثة أخرى «الساحر والقدر النطاط»، «نافورة الحظ الجيد»، «بابيتي رابيتي وجذعها الثرثار» ذكرت بايجاز.
الرابعة «حكاية الاخوة الثلاثة» وهي القصة الوحيدة التي ذكرت بالكامل.

### الساحر والقدر النطاط
تحكي القصة عن وصية رجل عجوز يستخدم قدره ليصنع جرعات سحرية ومضادات سم ويعطيها للناس الذين يطلبون مساعدته، بعد وفاته ترك كل ممتلكاته لابنه الوحيد والذي لم يكن يملك أي من صفات والده وبعد موت ابيه وجد الابن القدر وبداخله فردة حذاء مع ملاحظة من الاب تقول «ابني مع الامل القوي لن تحتاج هذا».
غضب الابن كون اباه لم يترك له سوى هذا القدر فأغلق الباب في وجه كل من يأتيه لطلب المساعدة الا انه كلما فعل هزا كانت اعراض الشخص الذي يأتيه لطلب المساعدة تظهر على القدر.
استمر الابن على هذه الحال حتى ضاق ذرعاً في النهاية وقرر البدء بمساعدة الناس.
أثناء ذلك فرغ القدر وخرج منه حذاء غريب يناسب تماماً مقاس قدم القدر سية خرجو ومشو تحت غروب الشمس.

### نافورة الحظ الجيد
تحكي القصة عن نافورة حيث يستطيع شخص وحد كل سنة النزول والأستحمام فيها فتحل جميع مشاكله.
قررت ثلاث ساحرات الأولى اشا: والتي كانت تعاني من مرض. الثانية الثيدا: والتي كانت تعاني من الفقر والعجز حتى اضطرت أحياناً للسرقة. اما الثالثة اماتا: فقد كانت مصدومة وكئيبة بعد أن هجرها حبيبها.
قررت هؤلاء الساحرات ان يصلن إلى النافورة سويةً وصادفا في طريقهم فارسا فانضم اليهم هو الآخر.
كان يتوجب عليهم للوصول إلى النافورة ان يجتازوا ثلاث مهمات تتضمن الأولى دودة عملاقة تطلب منهم ان يقدموا برهاناً على معاناتهم اما الثانية فتضمن منحدر عميق وقاسي حيث يتوجب عليهم ان يقطفوا «ثمرة جهدهم»
اما المهمة الثالثة «عبور النهر» فتطلب منهم ان يدفعوا «كنز ماضيهم». نجحت اماتا في اتمام هذه المهمة عن طريق استخدامها السحر لكي تتخلص من ذكرة حبيبها وتقدمها للنهر كون هذه الذكرة هي كنز ماضيها.
عند النافورة انهارت اشا من شدة تعبها فقامت الثيدا بصنع جرعة منعشة قدمتها لاشا الامر الذي خلص اشا من مرضها ولم تعد بحاجة للنافورة. ادركت الثيدا ان مهاراتها في صنع الجرع يمكن ان تكون وسيلة لتكسب بها عيشها وتخلصها من الفقر لذا فلم تعد هي الأخرى تحتاج للنافورة. ادركت الساحرة الثالثة بأن تقديمها لذكرة حبيبها للنهر خلصها منها لذا فلم تعد بالحاجة للنافورة.
أخيراً نزل الفارس إلى النافورة واستحم بها ومن ثم خرج قذف بنفسه عند اقدام امانتا وطلب «يدها وقلبها»
فقبلت واعطته.
وبهذا فقد حصل كل واحد منهم على حل لمشكلته بدون الحاجة إلى النافورة وسحرها

### قلب المشعوذ المشعر
تدور القصّةَ حول ساحر صغير ووسيم قرّرُ أَنْ لا يَقِعُ في الحبّ، لذا يَستعملُ فنونَ مُظلمةَ لمَنْع نفسه من عَمَل ذلك.
تتمنى عائلته أنّ يَتغيّرُ على أية حال، في يوم من الايام، يَسْمعُ خادمين يَهْمسانِ عنه وعن عدم زواجه، لذا يُقرّرُ إيجاد ساحرة جميلة وغنية وموهوبة ويَتزوّجُها لكَسْب حسدِ كُلّ شخصِ.
يُقابلُ تلك البنتِ في اليوم التالي ويُقنعُها للمَجيء إلى عيد عشاءِ في قلعتِه. أثناء العيدِ، تُخبرُه بأنّها تَحتاجُ لمعْرِفة إذا كان يملك قلب. فيريها الساحر قلب مشعر داخل صندوق بلّوري في زنزانة. فتترجاه الساحرة لإعادته لداخل نفسه. بَعْدَ أَنْ ييفعل الساحرُ ذلك، تُعانقُه. على أية حال وكون قلبه ظل لمدة طويلة خارج جسمه طوّرَ أذواقَ وحشيةَ حيوانية ولذا يقرر ان يأخذ قلب إنسان اخر بالقوة يُمزّق صدر حبيبته ويأخذ قلبها لكي يبدله بقلبه ولكنه يكتشف انه لا يستطيع إعادة إخراج قلبه المشعر من صدره باستخدام السحر لذلك يأخذ خنجر ويطعن صدره بالقوة فيموت وهو حامل قلب حبيبته وقلبه.

### بابيتي رابيتي وجذعها الثرثار
تدور هذه القصّةِ حول ملك يُريدُ إبْقاء كُلّ السحر لنفسه. ليستطيع َعمَلُ هذا يَحتاجُ لحَلّ المشكلتين: اولاً: يَجِبُ أَنْ يَأْسرَ ويَسْجنَ كُلّ السحرةِ في المملكةِ وُأَنْ يَتعلّمَ السحرَ. فيقوم بعمل فرقة لصيد السحرة وباستدعاء مدرب لتعليمه السحر. ولكن في يوم ما يضحك بابيتي على الملك أثناء محاولته لممارسة السحر فيقوم الملك باستدعاء دجال يقيم ندوة عامة لشرح السحر ويهدد بقطع رأس الدجال اذاما ضحك احدهم.

### حكاية الاخوة الثلاثة

رمز مقدسات الموت الذي عثرت عليه هرميون غرينجر في أعلى صفحة رواية الاخوة الثلاثة.

ظهر كتاب حكايات بيدل الشاعر في الجزء السابع من سلسلة هاري بوتر كمجموعة قصص خيالية للاطفال.
تحكي هذه القصة عن ثلاثة إخوة يسموا الأخوة بيفريل يسافرون سويا فيصلون إلى نهر عميق لا يمكن عبوره. كان هؤلاء الإخوة سحرة متمرسين فقاموا باستخدام السحر لبناء جسر يصل بين ضفتي النهر وهم في طريقهم إلى الضفة المقابلة يقابلون تشخيصاً للموت الذي كان غاضباً لتمكنهم من عبور النهر والنجاة منه لأنه كان معتاداً أن يرسل كل من يحاول عبوره إلى ملاقاة حتفه.
كان الموت ماكراً فتظاهر بأنه يهنئهم على الإنجاز الذي قاموا به فعرض أن يعطي كل منهم ما يريد كهدية على دهائهم وفطنتهم.
- كان الأخ الأكبر مبارزاً فطلب أن يحصل على أقوى عصا سحرية في الوجود لكي تمكنه من هزيمة كل منافسيه والإيقاع بهم، فلبى الموت طلبه واتجه إلى شجرة قابعة عند ضفة النهر، كسر غصناً منها وصنع منه عصا سحرية وقدمها إلى الأخ الأكبر.
- كان الأخ الأوسط أكثر تكبراً وتعجرفاً من أخيه فأراد إذلال الموت والحط من شأنه أكثر، فطلب القوة التي تمكنه من استرجاع الموتى من عالمهم، غضب الموت من شدة تكبره ولكنه انحنى وأخذ حجرا اسود اللون من على الأرض وأعطاه للأخ الأوسط وقال له أن لهذا الحجر القدرة على استدعاء الموتى من عالمهم الأبدي إلى هذا العالم الفاني.
- أما الأخ الأصغر فقد كان أكثر ذكاءً وحكمةً من أخويه فطلب من الموت أن يدله على طريقة يستطيع من خلالها الهرب من الموت والبقاء متخفياً عن عيونه فغضب الموت كثيراً ولكنه تذكر عرضه لهم وأعطاه عباءة الإخفاء خاصته.
- أخذ كل واحد منهم هديته ومضوا سويةً حتى وصلوا إلى نقطة افترقوا فيها عن بعضهم وذهب كل منهم باتجاه.
- لاحقاً قتل الأخ الأكبر بينما كان نائما في سريره وسرقت العصا منه.
- أما الأخ الأوسط فقد قام باسترجاع حبيبته التي لم يتمكن الزواج منها بسبب موتها إلا أنها لم تكن حية بالكامل، كان وجهها شديد الشحوب ومظهرها وتصرفاتها مثل الأموات قام الأخ الأوسط فيما بعد بقتل نفسه والانضمام إليها في عالمها الأبدي.
- ظل الأخ الأصغر متخفياً عن عيون الموت لعشرات السنين بواسطة عباءة الإخفاء حتى خلع في النهاية هذه العباءة وسلمها لابنه وذهب مع الموت بكل سرور كما لو كانا صديقين.
- ظلت عباءة الإخفاء تنتقل عبر أجيال هذه العائلة حتى وصلت إلى جيمس بوتر والد هاري بوتر والذي كان ينتمي إلى سلالة عائلة بيفيريل فقام بإعطائها لدمبلدور ليتحقق له إذا كانت هي نفس العباءة التي ذكرت بحكاية الإخوة الثلاثة وبعد موته أعطى دمبلدور العباءة لهاري كما أوصاه جيمس.

## الترجمة العربية لحكايات بيدل الشاعر
ظهرت الترجمة العربية في اوائل عام 2009 بعد صدور النسخة الانجليزى ة بثلاثة أشهر .. وترجمها مجموعة من محبى عالم هارى بوتر الساحر مختصة بترجمة الكتب الفرعية التي أصدرتها رولينج عن العالم السحري الخاص بها ومنها حكايات بيدل الشاعر، الوحوش الرائعة وأين تجدها (نسخة 2001 و2017)، السحر في أميركا الشمالية، حكايات قصيرة من هوجوورتس (الجزء الأول والثاني) وأخيراً كتاب (هوجوورتس: دليل غير مكتمل وغير جدير بالثقة).
رابط لتصفح الترجمة العربية للحكايات:
http://www.scribd.com/doc/221737268/حكايات-بيدل-الشاعر-العربيةBeedle-the-Bard-Arabic

## روابط خارجية
- حكايات بيدل الشاعر على موقع الموسوعة البريطانية (الإنجليزية)